# Чемпионат России по самбо 2022
Чемпионат России по самбо 2022 года прошёл в городе Верхняя Пышма (Свердловская область) с 24 февраля по 1 марта.

## Медалисты

### Мужчины
| Весовая категория | Золото                          | Серебро                        | Бронза                                                |
| ----------------- | ------------------------------- | ------------------------------ | ----------------------------------------------------- |
| до 53 кг          | Дамир Шамсутдинов Верхняя Пышма | Андрей Кубарьков Выкса         | Артур Ондар Красноярск Алексей Клюкин Верхняя Пышма   |
| до 58 кг          | Саян Хертек Москва              | Владимир Гладких Верхняя Пышма | Аймерген Аткунов Верхняя Пышма Харун Тлишев Армавир   |
| до 64 кг          | Александр Куликовских Челябинск | Александр Фёдоров Чебоксары    | Владимир Мнацаканян Курганинск Тагир Тагиров Дагестан |
| до 71 кг          | Шамиль Зилфикаров ХМАО          | Рамед Гукев Верхняя Пышма      | Александр Бондарев Чебоксары Иван Агафонов Елец       |
| до 79 кг          | Станислав Скрябин Верхняя Пышма | Денис Калинин Москва           | Бислан Надюков Курганинск Хожиакбар Саидов Москва     |
| до 88 кг          | Сергей Рябов Москва             | Сергей Кирюхин Санкт-Петербург | Самвел Казарян Благовещенск Аслан Курбанов Дагестан   |
| до 98 кг          | Антон Коновалов Владимир        | Вячеслав Михайлин Москва       | Дмитрий Торгашов Верхняя Пышма Денис Баканов Москва   |
| свыше 98 кг       | Антон Брачёв Верхняя Пышма      | Алексей Мерзликин Пенза        | Александр Кучумов Москва Гаджи Юсуфов Пермь           |

### Женщины
| Весовая категория | Золото                          | Серебро                          | Бронза                                                 |
| ----------------- | ------------------------------- | -------------------------------- | ------------------------------------------------------ |
| до 50 кг          | Екатерина Хасанова Екатеринбург | Мария Молчанова Краснокамск      | Татьяна Фёдорова Чебоксары Юлия Молчанова Выкса        |
| до 54 кг          | Елизавета Сыщикова Калининград  | Эльмира Кахраманова Воскресенск  | Яна Кокович Москва Екатерина Долгих Москва             |
| до 59 кг          | Светлана Уварова Москва         | Ольга Митина Москва              | Татьяна Шуянова Выкса Гульфия Мухтарова Екатеринбург   |
| до 65 кг          | Карина Черевань Можайск         | Валерия Анисимова Северск        | Анастасия Гончарова Тихорецк Айко Ри Новосибирск       |
| до 72 кг          | Олеся Посылкина Екатеринбург    | Тамара Лищенко Санкт-Петербург   | Алина Ленка Москва Анастасия Филиппович Смоленск       |
| до 80 кг          | Дарья Речкалова Екатеринбург    | Алёна Прокопенко Екатеринбург    | Анастасия Матвеева Бузулук Елена Алленова Тула         |
| свыше 80 кг       | Анжела Гаспарян Калининград     | Ольга Артошина Красноярский край | Мария Шекерова Казань Альбина Чоломбитько Екатеринбург |

### Боевое самбо
| Весовая категория | Золото                                          | Серебро                   | Бронза                                                  |
| ----------------- | ----------------------------------------------- | ------------------------- | ------------------------------------------------------- |
| до 58 кг          | Мухтар Гамзаев Махачкала                        | Валерий Ергалов Якутск    | Курбан Магомедов Махачкала Шоваа Чолдак-Оол Новосибирск |
| до 64 кг          | Шейх-Мансур Хабибулаев Петропавловск-Камчатский | Фёдор Дурыманов Краснодар | Шахбози Нозимзода Новосибирск Александр Саликов Кстово  |
| до 71 кг          | Рашад Мурадов Петрозаводск                      | Имран Джавадов Кстово     | Бато Дамдинов Улан-Удэ Ролан Зиннатов Кстово            |
| до 79 кг          | Иван Ложкин Кстово                              | Загид Гайдаров Махачкала  | Мурат Тляруков Майкоп Евгений Морозов Рязань            |
| до 88 кг          | Иван Грачёв Старый Оскол                        | Саид Саидов Махачкала     | Мурад Керимов Москва Игорь Емцев Ростов-на-Дону         |
| до 98 кг          | Виктор Немков Старый Оскол                      | Антон Мамонов Брянск      | Дмитрий Елисеев Санкт-Петербург Вячеслав Емец Челябинск |
| свыше 98 кг       | Сослан Джанаев Владикавказ                      | Алан Тваури Владикавказ   | Михаил Кашурников Москва Олег Курбанов Самара           |